# Cuzamá
Cuzama är en ort i Mexiko.   Den ligger i kommunen Cuzamá och delstaten Yucatán, i den östra delen av landet, 1 000 km öster om huvudstaden Mexico City. Cuzama ligger 16 meter över havet och antalet invånare är 3 459.
Terrängen runt Cuzama är mycket platt. Runt Cuzama är det ganska glesbefolkat, med 26 invånare per kvadratkilometer. Närmaste större samhälle är Acanceh, 16,1 km nordväst om Cuzama. I omgivningarna runt Cuzama växer i huvudsak lövfällande lövskog.